# تريفور كارلتون
تريفور كارلتون (بالإنجليزية: Trevor Carlton)‏ هو رسام أمريكي، ولد في 17 نوفمبر 1972.